# Diéri (Sénégal)
Pour les articles homonymes, voir Diéri.
Diéri est un terme géographique d'origine toucouleur qui désigne les terres non inondables de la vallée d'un fleuve, par opposition au Walo (ou Wallo), les terres cultivées dans la partie inondée par les crues annuelles du fleuve.
Ces zones de cultures sèches sont généralement plus menacées, car entièrement dépendantes de la pluviométrie (hivernage), c'est pourquoi on parle aussi de « cultures pluviales ». Éloignées du fleuve, jamais inondées, elles sont cependant propices à l'élevage et aux cultures maraîchères.
Le diéri sénégalais est sans doute le plus connu. Il se situe le long du fleuve Sénégal, approximativement entre Dagana et Matam, vers le sud, en direction du Ferlo. Mais on rencontre également cette forme de paysage dans d'autres contrées sahéliennes, telles que la Mauritanie.

## Population
Essentiellement des pasteurs, notamment des peuls, qui font transiter leur troupeau de bœufs vers le fleuve et des agriculteurs qui exploitent les rives du fleuve.
Les distances entre les villages peuvent parfois atteindre 50 km de distance...

## Santé
Le poste de santé est largement insuffisant avec peu de moyen. Le matériel a besoin d'être renouvelé. 
Les maternités et cases de santé sont souvent fermées faute de personnel.
L'hôpital régional est à... Saint-Louis.

## Économie
L'État sénégalais tente de désenclaver cet endroit qui rencontre des difficultés à cause de son isolement et de la sécheresse par une agriculture irriguée et le développement de laiteries.

## Nature
Dans un domaine de type sahélien, le sol est pauvre, car constitué essentiellement de sable, de dunes avec très peu de végétaux.
La végétation est ligneuse éparse et clairsemée à dominances mimosacées. Les forêts sont en voie de disparition à cause de la forte demande en charbon de bois. Pourtant ces forêts sont nécessaires pour l'environnement car elles empêchent l'avancée du désert et protège le fleuve Sénégal.
Liste de végétaux :
- Gommier – acacia senegal
- Seing – acacia tortilis
- Nep-nep – acacia nilotica, variété adansonii
- Sourour – acacia seyal
- Chigommier – Combretum glutinosum – Nom wolof : Ratt
- ... – Acacia raddiana
- ... – Balanites aegyptiaca
- ... – Borassus flabellifer
- ... – Boscia senegalensis